# Trypanosyllis didenkai
Trypanosyllis didenkai är en ringmaskart som beskrevs av Averincev 1972. Trypanosyllis didenkai ingår i släktet Trypanosyllis och familjen Syllidae. Inga underarter finns listade i Catalogue of Life.